# Уигли, Тамара
Тамара Гейл Уигли (в замужестве — Бруди; англ. Tamara Gail Wigley (Brudy); род. 9 апреля 1975) — сент-китс и невисская легкоатлетка, выступавшая в беге на короткие и средние дистанции и барьерном беге. Участница летних Олимпийских игр 1996 года.

## Биография
Тамара Уигли родилась 9 апреля 1975 года.
Выступала в легкоатлетических соревнованиях за «Норт Дакота Файтинг Хокс» из Гранд-Форкс.
В 1996 году вошла в состав сборной Сент-Китса и Невиса на летних Олимпийских играх в Атланте. В эстафете 4×400 метров сборная Сент-Китса и Невиса, за которую также выступали Бернадет Прентис, Дайана Фрэнсис и Валма Басс, заняла в полуфинале последнее, 7-е место с результатом 3 минуты 35,12 секунды, уступив 8,30 секунды попавшей в финал с 5-го места сборной Чехии и установив рекорд страны.
В том же году вместе с Р. Джонсон, М. Диас и Элрисией Фрэнсис установила рекорд Сент-Китса и Невиса в эстафете 4×200 метров — 1 минута 42,17 секунды.